# Антоніна Матулівна
Антоні́на Матулівна (Матуль Антоніна-Марія Іванівна, Матулівна Ніна; 31 травня (12 червня) 1902, в інших джерелах — 23 серпня, Львів — березень 1944, Львів) — українська акторка, письменниця, режисерка.

## Життєпис
Закінчила у Львові вчительську семінарію, по тому — драматичну школу.
1919–1920 — в лавах Червоної армії.
З 1920 — в складі Комуністичної партії Східної Галичини, від 1923 — у складі ЦК КПЗУ.
З 1924 року займалася літературною творчістю, авторка віршів, інсценізацій — за творами Михайла Коцюбинського, Еміля Золя, оповідань.
Друкувалася у журналах «Вікна», «Західна Україна», «Червоний шлях». Входила до складу групи пролетарських письменників «Горно».
Одна з організаторів Львівського Робітничого театру, працювала в ньому режисеркою.
В червні 1927 року із нареченим, теж прихильником комуністичних поглядів, Михайлом Вовком, арештовувалася польською поліцією.
1932 року переїхала до радянської України, працювала акторкою в харківському театрі «Березіль».
В радянські часи заарештована у квітні 1938 року, відбувала покарання в Алма-Атинській області, реабілітована в грудні того ж року.
Залежно від «курсу партії», в різні роки вказувалися різні дати смерті — і 1938-й, і 1931-й.